# Élections régionales de 1970 à Hambourg
Les élections régionales de 1970 à Hambourg (en allemand : Bürgerschaftswahl in Hamburg 1970) se tiennent le 22 mars 1970 afin d'élire les 120 députés de la 7e législature du Bürgerschaft pour un mandat de quatre ans.
Le scrutin est marqué par une nouvelle victoire du SPD, qui confirme sa majorité absolue acquise en 1957. Herbert Weichmann est ensuite reconduit comme premier bourgmestre à la tête d'une « coalition sociale-libérale » avec le FDP.

## Mode de scrutin
Le Bürgerschaft est constitué de 120 députés (en allemand : Mitglied des Bürgerschaft, MdB), élus pour une législature de quatre ans au suffrage universel direct et suivant le scrutin proportionnel de Hare.
Chaque électeur dispose d'une voix, qui lui permett de voter en faveur d'une liste de candidats présentée par un parti au niveau de la ville.
Lors du dépouillement, l'intégralité des 120 sièges est répartie en fonction des voix récoltées au niveau de la ville, à condition qu'un parti ait remporté 5 % des voix au niveau du Land.

## Campagne

### Principales forces
| Parti | Parti                                                                              | Chef de file                            | Résultat de 1966         |
| ----- | ---------------------------------------------------------------------------------- | --------------------------------------- | ------------------------ |
|       | Parti social-démocrate d'Allemagne Sozialdemokratische Partei Deutschlands         | Herbert Weichmann (Premier bourgmestre) | 59 % des voix 74 députés |
|       | Union chrétienne-démocrate d'Allemagne Christlich Demokratische Union Deutschlands | Jürgen Echternach                       | 30 % des voix 38 députés |
|       | Parti libéral-démocrate Freie Demokratische Partei                                 | Reinhard Philipp                        | 6,8 % des voix 8 députés |

## Résultats

### Voix et sièges
| Parti                             | Parti                                        | Voix      | Voix  | Sièges  | Sièges        | Sièges | Sièges | Sièges |
| Parti                             | Parti                                        | Votes     | %     | Députés | +/-           |        |        |        |
| --------------------------------- | -------------------------------------------- | --------- | ----- | ------- | ------------- | ------ | ------ | ------ |
|                                   | Parti social-démocrate d'Allemagne (SPD)     | 554 455   | 55,27 | 70      | 4             |        |        |        |
|                                   | Union chrétienne-démocrate d'Allemagne (CDU) | 329 337   | 32,83 | 41      | 3             |        |        |        |
|                                   | Parti libéral-démocrate (FDP)                | 70 875    | 7,07  | 9       | 1             |        |        |        |
|                                   | Parti national-démocrate d'Allemagne (NPD)   | 27 312    | 2,72  | 0       | en stagnation |        |        |        |
|                                   | Parti communiste allemand (DKP)              | 17 228    | 1,72  | 0       | Nv.           |        |        |        |
|                                   | Autres                                       | 3 897     | 0,39  | 0       | en stagnation |        |        |        |
|                                   |                                              |           |       |         |               |        |        |        |
| Votes valides                     | Votes valides                                | 1 003 104 | 98,86 |         |               |        |        |        |
| Votes blancs et nuls              | Votes blancs et nuls                         | 11 518    | 1,14  |         |               |        |        |        |
| Total                             | Total                                        | 1 014 622 | 100   | 120     | en stagnation |        |        |        |
| Abstentions                       | Abstentions                                  | 367 643   | 27,60 |         |               |        |        |        |
| Nombre d'inscrits / participation | Nombre d'inscrits / participation            | 1 382 265 | 73,40 |         |               |        |        |        |